# Conotrachelus elegans
Conotrachelus elegans (ang Pecan Gall Curculio) – gatunek chrząszcza z rodziny ryjkowcowatych.

## Zasięg występowania
Wsch. częśćAmeryki Północnej, na zach. sięga po Teksas i Nebraskę.

## Budowa ciała
Osiąga 3,8 - 5,1 mm długości.

## Biologia i ekologia
Roślinami żywicielskimi są orzesznik jadalny oraz inne orzeszniki. Larwy żerują w galasach mszyc z rodzaju Phylloxera.